# AgroParisTech
Pour les articles homonymes, voir APT.
 (décembre 2021).
AgroParisTech (nom officiel : Institut national des sciences et industries du vivant et de l’environnement)
est un établissement public français fondé en 2007, placé sous la tutelle du ministère de l’Agriculture et de la Souveraineté alimentaire.
Grande école, c'est l'une des 204 écoles d'ingénieurs françaises accréditées au 1er septembre 2020 à délivrer un diplôme d'ingénieur.
AgroParisTech est membre fondateur et un établissement-composante de l’université Paris-Saclay, membre du réseau ParisTech et membre d’Agreenium.

## Historique
Créé le 1er janvier 2007, AgroParisTech résulte de la fusion de trois grandes écoles :
- l'Institut national agronomique Paris-Grignon (INA-PG) ;
- l'École nationale du génie rural, des eaux et des forêts (ENGREF) ;
- l'École nationale supérieure des industries agricoles et alimentaires (ENSIA).

### Institut national agronomique Paris-Grignon
En 1826, le roi Charles X achète le château de Grignon, son parc et ses terres, pour fonder l’institution royale agronomique de Grignon qui devient ensuite l’école nationale supérieure d'agronomie de Grignon. Elle fusionne en 1971 avec l’Institut national agronomique (créé en 1848) pour devenir l’Institut national agronomique Paris-Grignon (INA-PG).

### École nationale du génie rural, des eaux et des forêts
En 1824 est fondée l’école royale forestière à Nancy. Elle devient « école impériale forestière » en 1853, « école nationale forestière » en 1873, puis « école nationale des eaux et forêts ». Elle devient en 1882 une école d’application de l’institut national agronomique et de l'École polytechnique. Elle était chargée de former les gestionnaires de forêts. En 1965, l’école nationale des eaux et forêts fusionne avec l’école supérieure du génie rural (créée en 1919) pour donner naissance à l’École nationale du génie rural, des eaux et des forêts (ENGREF). En 1989, l'École nationale des ingénieurs des travaux des eaux et forêts (école d'ingénieurs forestiers des Barres) est démantelée et intégrée à l’ENGREF.

### École nationale supérieure des industries agricoles et alimentaires
L’école nationale des industries agricoles est fondée à Douai en 1893. Elle est renommée École nationale supérieure des industries agricoles et alimentaires (ENSIA) en 1960 et s'installe à Massy, en banlieue sud de Paris, l'année suivante.
C'est la fusion, en 2007, de l'INA-PG, de l'ENGREF et de l'ENSIA qui donne naissance à AgroParisTech. Les élèves-ingénieurs de ce nouvel établissement suivent alors leur première année sur le site historique du château de Grignon, puis sont redirigés, selon leur orientation, vers les anciens sites de l'INA (Paris 5e), de l'ENSIA (Massy) ou de l'ENGREF (Nancy, Paris 14e, Clermont-Ferrand, Montpellier, Kourou).

### Déménagement à Paris-Saclay
Les quatre sites de l’Île-de-France (Grignon, Paris 5e, Paris 14e, Massy) intègrent en 2021 le pole de compétitivité technologique Paris-Saclay qui regroupe ainsi la plupart des écoles de ParisTech.
La date du déménagement fut régulièrement repoussée : en octobre 2011, le déménagement était prévu pour la rentrée 2016, en 2014 la livraison du bâtiment est annoncée pour 2019. En 2015, le projet a définitivement été adopté lors de la réunion du conseil d'administration le 23 mars 2015 (22 voix pour, 20 contre et 2 abstentions) et confirme la date du déménagement des sites franciliens pour 2021. Le protocole d'accord pour la mise en œuvre de l’implantation d’AgroParisTech et de l’INRA sur le campus de Paris-Saclay a été signé le 7 juillet 2015 entre AgroParisTech, l'INRA, la Caisse des dépôts et consignations, Campus Agro SAS et les services de l’État ; l’État concourra à hauteur de la moitié du coût total du projet (près de 250 millions d'euros). Après la vente du site historique situé au 16 rue Claude-Bernard à Paris en juin 2019, le site de Massy devrait être cédé. Mais la cession des sites de l'avenue du Maine et surtout de Thiverval-Grignon sont en discussion, compte tenu du fort attachement des anciens élèves et des enseignants chercheurs pour ce site historique. En novembre 2021, la vente du domaine de Thiverval-Grignon à Altarea Cogedim est annulée, pour recréer une procédure de cession du site.
En septembre 2022, les étudiants de première, deuxième et troisième années intègrent le campus Agro Paris-Saclay, situé au cœur du pôle technologique et scientifique Paris-Saclay, à Palaiseau, dans le département de l'Essonne.

## Campus

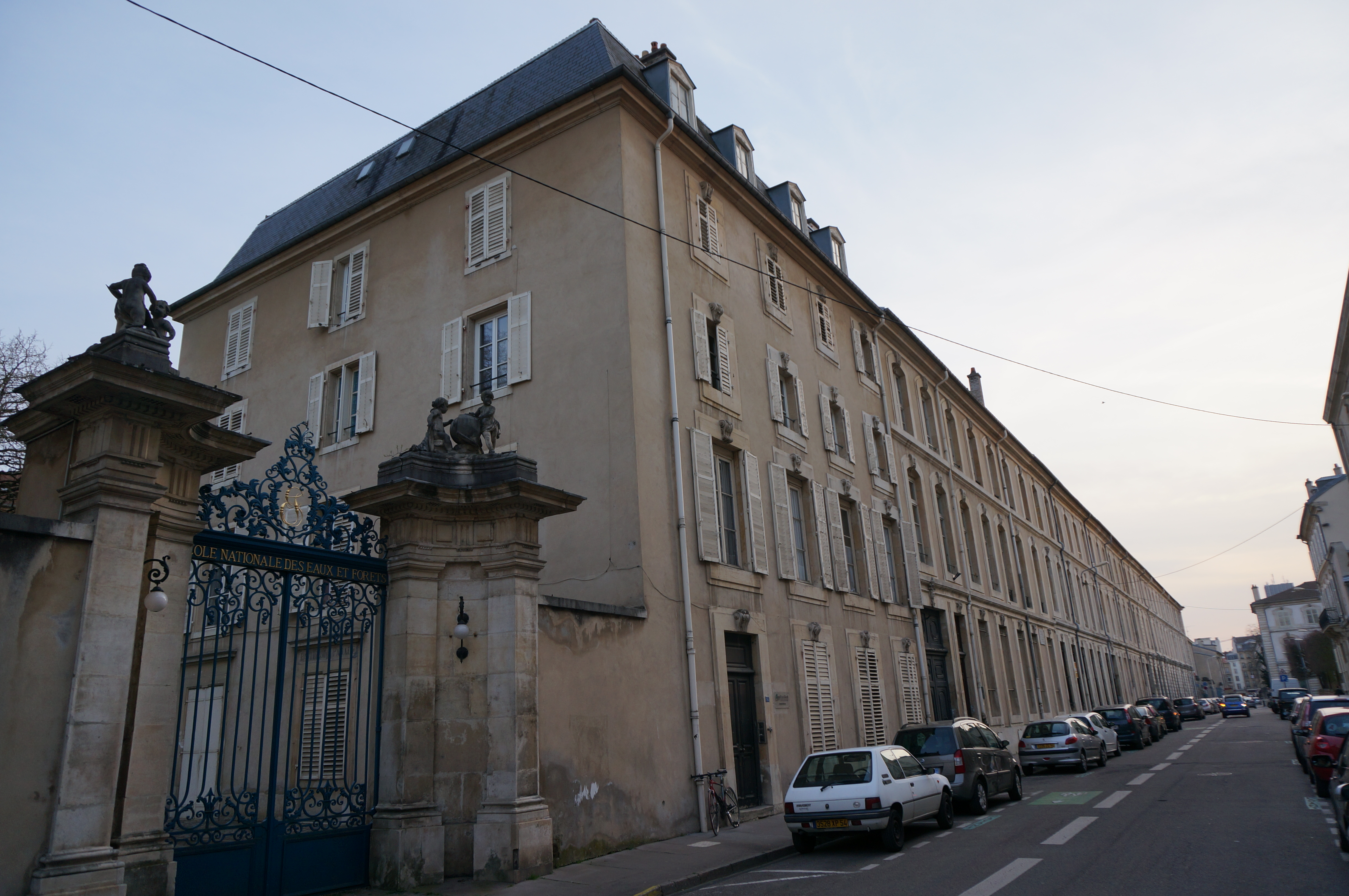
No 16, portail du campus rue Girardet (Nancy).

L’institut a son siège au 22, place de l'Agronomie, à Palaiseau, sur le campus Agro Paris-Saclay au cœur du pôle technologique et scientifique Paris-Saclay, dans le département de l'Essonne.
AgroParisTech se structure en 8 sites :
- 5 campus :
  - Campus Agro Paris-Saclay (Palaiseau) : environnement, productions agricoles, santé et aliments et produits biosourcés
  - Campus de Nancy : bois, forêt et milieux naturels
  - Campus de Montpellier : information spatialisée, gestion de l’eau et gestion des écosystèmes
  - Campus de Clermont-Ferrand : territoires
  - Campus de Kourou : écosystèmes tropicaux

- Une ferme expérimentale à Grignon : transformation, polyculture élevage et méthanisation (Nénufar)
- Un centre à Reims (URD ABI) : chimie verte et bioraffineries
- Une antenne à Orléans (rattachée au Campus Agro Paris-Saclay) : cosmétique

Avant 2022, le siège était situé dans le 5e arrondissement de Paris (campus Claude-Bernard, montagne Sainte-Geneviève).

## Formations
En s’appuyant sur sa recherche et sur ses liens avec les milieux professionnels, AgroParisTech forme des cadres, ingénieurs, docteurs et managers dans le  domaine du vivant et de l’environnement.
L’établissement déploie un cursus ingénieur, une offre de master et une formation doctorale en partenariat avec de grandes universités françaises et étrangères, ainsi qu’une gamme de formation professionnelle sous la marque AgroParisTech Executive[source secondaire souhaitée].
En troisième année, les élèves peuvent choisir de rejoindre la fonction publique et ils intègrent alors le corps des Ingénieurs des Ponts, des Eaux et des Forêts ou celui des Inspecteurs de la santé publique vétérinaire.

### Cursus ingénieur
AgroParisTech est habilitée à délivrer le diplôme d’ingénieur.
Le cursus ingénieur AgroParisTech intègre les sciences et technologies du vivant et de l’environnement, les sciences de l’ingénieur et les sciences humaines, économiques et sociales. Ouvert en format classique et en format apprentissage, il permet aux étudiants de construire leur parcours de formation tout en les menant tous au même diplôme
La première année est un tronc commun se déroulant sur le campus Agro-Paris Saclay sur la commune de Palaiseau.
En entrant en deuxième année les étudiants choisissent leur domaine de spécialité :
- productions, filières, territoires pour le développement durable ;
- ingénierie des aliments, biomolécules et énergie ;
- gestion et ingénierie de l’environnement ;
- ingénierie et santé : Homme, bioproduits, environnement.

Les enseignements ont lieu alors sur les campus de Palaiseau ou Nancy. La troisième année offre une spécialité qui donne une vision globale et une expertise au futur ingénieur (management des entreprises du vivant, économie, productions végétales et animales, biotechnologies, agriculture et écologie urbaine, gestion forestière et des milieux naturels, conception de bioproduits et gestion de production, sciences politiques et écologie, nutrition, développement agricole, gestion de l'eau et des déchets, management de la qualité...). 

### Masters
En partenariat avec des établissements d’enseignement supérieur français et européens, AgroParisTech propose une offre en master à la pointe dans le domaine des sciences et industries du vivant et de l’environnement, qui permet d’appréhender les plans biotechniques, économiques, sociaux et juridiques de ce secteur.
Au total, ce sont 11 mentions et 45 parcours, dont :

#### Kourou
- Mention Biodiversité, Ecologie et Evolution (BEE)

### Masters en partenariat
Les étudiants peuvent préparer des masters en partenariat avec des universités étrangères ou avec d’autres écoles de ParisTech. AgroParisTech propose également une offre de formation continue.

### Doctorats
AgroParisTech compte quatre écoles doctorales et 80 thèses sont soutenues chaque année. Les domaines de compétences des études doctorales à AgroParisTech sont les suivants :
- Les sciences et ingénierie agronomiques, forestières, de l’eau et de l’environnement,
- Les sciences de la vie et de la santé,
- Les sciences et procédés des aliments et des bioproduits,
- Les sciences économiques, sociales et de gestion appliquées à l’agriculture, l’alimentation, la santé, la forêt, l’eau, les territoires, l’environnement et le développement durable,
- Les mathématiques, informatique et physique appliquées aux domaines du vivant et de l’environnement.

### Autres
AgroParisTech Executive propose des formations de niveau master ou ingénieur (bac+5) ainsi que des formations post-master pour le management, la gestion et l’administration du vivant et de l’environnement.

## Prise de position publique d'étudiants
Le 30 avril 2022, huit étudiants d'AgroParisTech dénoncent, dans leur discours de remise de diplôme de fin d'étude, une formation « qui pousse globalement à participer aux ravages sociaux et écologiques » et appellent leurs condisciples à « déserter » pour ouvrir « d’autres voies »,,. La vidéo de ce discours est diffusée sur Internet le 10 mai suivant ; visionnée plusieurs centaines de milliers de fois en quelques jours et 12 millions de fois en un mois, elle est très commentée. Jean-Luc Mélenchon la recommande en affirmant que ce discours représente « l’espoir le plus grand ». François Gemenne, contributeur du GIEC, estime qu'il s'agit d'un « discours d’une exceptionnelle puissance ». Au sein de l'institution, la réception est majoritairement très critique. La direction de l’école met sur pied un « comité d’analyse prospective » pour faire évoluer ses formations. Mais cet « appel à déserter » ne débouche par la suite sur aucune action collective.

## Abus sexuels
La direction de l'école saisit le procureur de Paris, le 20 juin 2022, après qu'une enquête interne menée auprès des 970 étudiants recense 17 cas de viol et des centaines de comportements ou propos discriminatoires ou à connotation sexuelle.

## Classements
Classements nationaux (classée en tant qu'AgroParisTech au titre de son diplôme d'ingénieur)
| Nom              | Année | Rang  |
| ---------------- | ----- | ----- |
| Le Figaro        | 2023  | 1er   |
| DAUR Rankings    | 2022  | 14    |
| L’Étudiant       | 2021  | 21-23 |
| L’Usine Nouvelle | 2021  | 72    |

Classements internationaux (classée en tant qu'Université Paris-Saclay)
| Nom                    | Année     | Rang (monde) | Rang (France) |
| ---------------------- | --------- | ------------ | ------------- |
| CWUR                   | 2022-2023 | 32           | 2             |
| QS Top Universities    | 2023      | 69           | 4             |
| Shanghai Ranking       | 2021      | 16           | 1             |
| Times Higher Education | 2022      | 117          | 4             |

## Recherche
AgroParisTech comprend 22 laboratoires ou unités de recherche (la plupart sont des unités mixtes de recherche). Elles sont regroupées en 5 départements.

## Anciens élèves
Les anciens élèves suivants contribuent à la renommée de l'école :
- Hommes d'affaires et entrepreneurs
  - Xavier Duportet
  - Jean de Kervasdoué
- Femmes d'affaires et entrepreneuses
  - Julia Faure
- Chercheurs et scientifiques
  - Jacques Arnould (promotion PG1981)
  - Pierre-Louis Choquet
  - Marc Dufumier
  - Pierre Fourmanoir
  - Pierre-Henri Gouyon (promotion PG1972)
  - Jean de Kervasdoué (promotion P1964)
  - Maurice Lemoigne
  - Philippe Mauguin
  - Marcel Mazoyer
  - Émile Schribaux (promotion P1857-1951, il y enseigna aussi).
- Hauts-fonctionnaires et politiques
  - Denis Badré, ancien directeur de l'ENGREF,ancien sénateur
  - Henri Canonge (promotion P1934)
  - Michel Cépède (promotion P1926)
  - Julien Denormandie, ministre de l'Agriculture et de l'Alimentation (promotion PG2000)
  - Jacques Diouf, Directeur général de la FAO (promotion G1959)
  - René Dumont (promotion P1922)
  - Georges Fabre (Enf 1866)
  - Yves Henry (promotion P1949)
  - Pierre Julitte, Compagnon de la Libération (promotion P1928)
  - Fabienne Keller, Sénatrice (promotion Engref84)
  - Nathalie Kosciusko-Morizet (promotion Engref97)
  - Pierre Larrouturou, Député européen
  - Louis Lavauden
  - Jacques Muller, Sénateur (promotion PG1976)
  - Joseph-Honoré Ricard
- Écrivains, journalistes et artistes
  - Michel Houellebecq, Prix Goncourt 2010 (promotion PG1975)
  - Alain Robbe-Grillet, Académie française (promotion P1943)
  - Bernard Gavoty, musicien (promotion P1928)
  - Jean Dominique
  - Mac Lesggy (promotion PG1981)